# Lapu-Lapu (miasto)
Lapu-Lapu – miasto w Filipinach w regionie Środkowe Visayas, w prowincji Cebu, na wyspie Mactan. Należy do obszaru metropolitalnego Metro Cebu. W 2010 roku liczyło 350 467 mieszkańców.
W mieście dominuje przemysł spożywczy. Znajdują się tutaj elektrownie zasilane paliwem płynnym, Port lotniczy Mactan-Cebu, przemysłowa strefa wolna od podatków Mactan Export Processing Zone (MEPZ), ośrodek turystyczny (piękne plaże i rafy koralowe).
Miasto założone w 1730 roku pod nazwą Opon. Obecną nazwę nadano w 1961 roku na cześć wodza Lapu-Lapu, który w 1521 roku zabił Ferdynanda Magellana.